# رابطة حقوق السيدات في التنمية
رابطة حقوق السيدات في التنمية هي رابطة دولية نسوية وجمعية عضوية تتعهد بتحقيق المساواة بين الجنسين والتنمية المستدامة وحقوق المرأة، وقد تم إنشاؤها عام 1982.

## أنشطة الجمعية

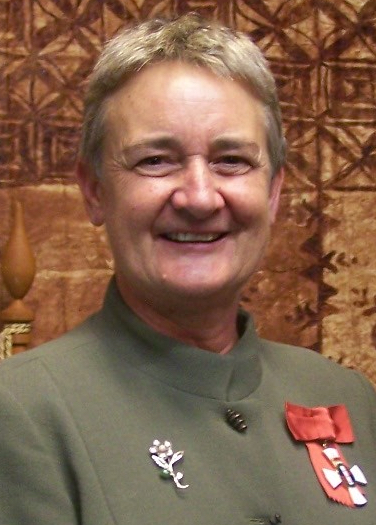
مارلين وارنج، بعد توليها منصب CNZM، لخدمات المرأة والاقتصاد، في مقر الحكومة، أوكلاند، في 15 أبريل 2008

إن رابطة حقوق السيدات في التنمية تتكون من شبكة حيوية من السيدات والرجال من أنحاء العالم، فإنها تتكون من الباحثين والأكاديميين والطلاب والمعلمين والناشطين ورجال وسيدات الأعمال وصانعوا السياسات والعاملين بمجال التنمية والممولين.
وقد كانت المديرة التنفيذية السابقة لرابطة حقوق السيدات في التنمية تدعى (ليديا ألبيزار دوران)، مع رئيسة مجلس الإدارة وتدعى (ميرنا كونيغام كاين).
وتدار الرابطة منذ عام 2016 بواسطة (حكيمة عباس) و (سيندى كلارك)كمديرتين تنفيذيتين مشاركتين مع الناشطة النسوية الكاتبة الأمريكية (شارلوت بونخ) التي تعمل كرئيسة لمجلس الإدارة.
في السابق كان يقع مقر الرابطة في العاصمة الأمريكية واشنطن والاَن يوجد للرابطة مكاتب بمدن تورنتو، مكسيكو، كيب تون وفريق الرابطة يعمل في كافة أنحاء العالم.
ويمنع في الرابطة التدفقات المالية غير مشروعة، لماذا يجب علينا المطالبة بهذه المصادر في المساواة الاقتصادية والعدل بين الجنسين طالما أنها ستسخدم كامتيازات مع أنها ضد الناس والكوكب.
تكون السياسات الأولية هي تدعيم المنظمات النسوية والعدالة بين الجنسين وأيضاً تم النص على تدعيم متخذى القرار وصانعي السياسات في ذلك.
إن الدعم ليس محصورًا فقط على الفئات التي تم ذكرها إن أي شخص له علاقة بالموضوع.

## مجالات عمل الرابطة
إن رابطة حقوق السيدات في التنمية تعمل في مسائل المساواة بين الجنسين وحقوق السيدات في كافة أنحاء العالم من خلال تدعيم المنادين بحقوق المرأة والمنظمات والحركات التي تطالب بذلك أيضاً. ومعترف بها كقناة لذلك منذ عام 2011 عندما تم تنظيم المؤتمر الدولى الثانى عشر لرابطة حقوق السيدات في التنمية تحت عنوان تحويل القوة الاقتصادية كداعم لحقوق المرأة والمساواة بين الجنسين، وقد تم انعقاده بإسطنبول بتركيا في أبريل لعام 2012.
وقد قامت الرابطة بتركيز عملها على خمس أولويات أولها تدعيم حقوق المرأة، العدالة الاقتصادية، ومواجهة الأصولية الدينية، المدافعة عن حقوق المرأة ودعم النسويات الشباب.
تتكون رابطة حقوق السيدات في التنمية من أكثر من خمس اَلاف عضو سواء أشخاص أو مؤسسات أتوا من 164 دولة مختلفة.